# Steve Young
Jon Steven Young (rođen 11. listopada 1961.) je bivši igrač američkog nogometa koji je igrao 15 sezona u NFL ligi na poziciji quarterbacka. Većinu svoje karijere je proveo u redovima San Francisco 49ersa, s kojima je osvojio tri naslova prvaka.

## Karijera
Young je pohađao Sveučilište Brigham Young u Utahu, gdje je kao quarterback naslijedio budućeg osvajača Super Bowla s Chicago Bearsima Jima McMahona. Young ima odličnu posljednju sezonu na sveučilištu, u kojoj je njegova momčad postavila novi rekord sveučilišne organizacije NCAA po prosječnom broju osvojenih jardi u napadu u jednoj sezoni (584 ukupno po utakmici, od toga 370 Youngovih jardi dodavanja). Profesionalnu karijeru nastavlja u USFL-u, konkurentskoj ligi NFL-a, u kojoj se zadržava dvije sezone. 1985. godine nakon dodatnog drafta za USFL i CFL igrače Young potpisuje za Tampa Bay Buccaneerse, gdje u sezonama 1985. i 1986. kao starter u 19 od ukupno 32 utakmice momčad vodi samo do tri pobjede. Zbog toga ga Buccaneersi razmjenjuju u San Francisco početkom 1987. gdje do 1990. igra kao rezerva iza Joea Montane koji 1989. i 1990. predvodi San Francisco do naslova prvaka.
Nakon Montanine ozljede u konferencijskom finalu 1990., Young dobiva priliku kao starter u sezoni 1991. Unatoč njegovoj ozljedi koljena sredinom sezone, 49ersi pobjeđuju u 10 od 16 utakmica u sezoni, ali nedovoljno za prolaz u doigravanje. Montana je izvan momčadi i sljedeće sezone, a 49ersi predvođeni Youngom sezonu završavaju s 14 pobjeda i plasmanom u doigravanje. Young osvaja nagradu za MVP-a sezone, pritom predvodeći ligu u broju touchdownova i postotku uspješnih dodavanja, ali 49ersi gube u konferencijskom finalu od kasnijih prvaka Dallas Cowboysa. 1993. se Montana oporavlja od ozljede, ali ga klub razmjenjuje u Kansas City Chiefse i Young i službeno postaje početni quarterback 49ersa. I ove sezone Young i 49ersi dolaze do konferencijskog finala, gdje ponovno gube od Cowboysa, a Young ponovno predvodi ligu u postignutim touchdownima, uz momčadski rekord u jardama dodavanja u jednoj sezoni (4023).
1994. Young po drugi put postaje MVP lige, uz 35 touchdownova (najviše u ligi), a 49ersi s 13 pobjeda osvajaju diviziju i konferenciju. U konferencijskom finalu se po treći put zaredom susreću s Cowboysima, ali ih ovaj put pobjeđuju i dolaze do Super Bowla XXIX gdje ih čekaju San Diego Chargersi. U završnoj utakmici Young postiže čak šest touchdownova i proglašen je MVP-jem Super Bowla, a 49ersi osvajaju svoj peti Super Bowl, prvi nakon sezone 1989. U iduće tri sezone, unatoč njegovim problemima s ozljedama i nekoliko propuštenih utalmica, Young i 49ersi ulaze u doigravanje gdje ih svaki put pobjeđuju Green Bay Packersi predvođeni Brettom Favreom. Sezone 1998. Young kao 37-godišnjak po četvrti put ima najviše touchdownova u ligi (36, uz 12 izgubljenih lopti), a 49ersi ovaj put pobjeđuju Packerse u doigravanju, ali gube tjedan dana kasnije od Atlanta Falconsa u divizijskoj rundi. U trećoj utakmici sezone 1999. Young zadobiva potres mozga, te se zbog posljedica ne vraća u momčad do kraja sezone i u lipnju 2000. objavljuje odlazak u mirovinu.

## Statistika u NFL-u

### Regularni dio sezone
| Sezona | Momčad     | Ut. | Yds   | TD  | Int |
| ------ | ---------- | --- | ----- | --- | --- |
| 1985.  | Buccaneers | 5   | 935   | 3   | 8   |
| 1986.  | Buccaneers | 14  | 2282  | 8   | 13  |
| 1987.  | 49ers      | 8   | 570   | 10  | 0   |
| 1988.  | 49ers      | 11  | 680   | 3   | 3   |
| 1989.  | 49ers      | 10  | 1001  | 8   | 3   |
| 1990.  | 49ers      | 6   | 427   | 2   | 0   |
| 1991.  | 49ers      | 11  | 2517  | 17  | 8   |
| 1992.  | 49ers      | 16  | 3465  | 25  | 7   |
| 1993.  | 49ers      | 16  | 4023  | 29  | 16  |
| 1994.  | 49ers      | 16  | 3969  | 35  | 10  |
| 1995.  | 49ers      | 11  | 3200  | 20  | 11  |
| 1996.  | 49ers      | 12  | 2410  | 14  | 6   |
| 1997.  | 49ers      | 15  | 3029  | 19  | 6   |
| 1998.  | 49ers      | 15  | 4170  | 36  | 12  |
| 1999.  | 49ers      | 3   | 446   | 3   | 4   |
| Ukupno | Ukupno     | 169 | 33124 | 232 | 107 |

Napomena: Ut. - odigranih utakmica, Yds - jardi dodavanja, TD - postignutih touchdowna, Int - izgubljenih lopti